# Бернгард Ромберг
Бернгард Генріх Ромберг (нім. Bernhard Heinrich Romberg; 12 (або 13) листопада 1767, Дінклаґе, — 13 серпня 1841, Гамбург) — німецький віолончеліст-віртуоз, композитор, педагог, вважається засновником віолончельної школи в Німеччині, представник муз. династії Ромбергів.  

## Біографія
Бернгард Ромберг народився 12(13) листопада в місті Дінклаге поблизу Мюнстера в музичній сім'ї. Його батько Антон Ромберг служив фаготистом в Мюнстері, а також володів грою на віолончелі, його дядько Герард Генріх Ромберг був кларнетистом і керівником капели. Брат Ромберга Антон грав на фаготі і скрипці, а сестра Анжеліка співала і грала на фортепіано. Сам Бернгард перші уроки музики отримав у свого батька, надалі його навчав німецький віолончеліст В. К. Шлік. За іншими даними його вчителем був також віденський віолончеліст Ф. К. Марто. 
Вже у віці семи років Бернгард почав давати перші публічні виступи зі своїм двоюрідним кузеном Андреасом Ромбергом, який пізніше буде відомим скрипалем. 
Разом вони з великим успіхом гастролювали Європою, працювали в Мюнстерському придворному оркестрі, а в подальшому на запрошення кельнського курфюрста в Боннській капелі. В Бонні Бернгард познайомився з Л. ван Бетховеном, в складі з яким вони виконували фортепіанні тріо. Внаслідок вони зустрічалися не раз, а листи, написані Ромбергу Бетховеном на схилі його життя, говорять про усталені теплі дружні відносини між ними. 
У 1793 році внаслідок підйому революційних настроїв в Кельнському курфюрстві капела була розпущена, а Бернгард з Андреасом були  змушені переїхати і влаштуватися в Гамбурзі, де вони продовжили свою концертну і виконавську діяльність. Сам Бернгард став концертмейстером групи віолончелістів в театрі Шредера. Повертаючись з концертною поїздки Італією в 1796 році, вони затрималися у Відні, де познайомилися з Й. Гайдном, який дружньо сприяв їм. 
1799 рік ознаменувався гастрольним туром Б. Ромберга Англією, Португалією та Іспанією, в якому він вперше розлучився з братом. А в 1800 він знову відвідав Париж, де за рівнем свого виконавства не поступалася місцевим віолончельним майстрам Дюпору і Ламару. На початку 1801 року Ромбергу запропонували посаду професора Паризької консерваторії, де він пропрацював недовгий час. Тут же були видані його перші чотири концерти для віолончелі. 
З 1805 по 1819 року Ромберг був солістом Берлінської придворної капели, а також служив оперним диригентом. З 1807 року віолончеліст багато гастролював, відвідав не тільки Європу, але і Москву, де проживав кілька років, здійснюючи поїздки в Санкт-Петербург й інші міста Російської імперії. 
Надалі Бернгард Ромберг оселився в Гамбурзі, де продовжив свою успішну концертну діяльність. Бувши багатою людиною, Бернгард Ромберг помер в Гамбурзі 13 серпня 1841 року. 

## Концертне життя
Відомий в першу чергу як віртуозний віолончеліст Ромберг багато гастролював протягом всього свого життя, об'їхав цілу Європу, «від Петербурга до Мадрида та від Лондона до Києва». Риси його виконавського стилю зазнавали впливу різних культур, з якими він взаємодіяв, а також відрізнялися «академічністю» на противагу поширеному в той час прагненню до поверхневої, надмірної віртуозності. Віртуозність Ромберга не була лише зовнішнім ефектом, а ґрунтувалася на міцній класичній техніці. 
Гра Ромберга відрізнялася високою технічністю, м'яким тоном, елегантністю та міццю. Навіть у похилому віці рецензенти відзначали високий неперевершений рівень його гри. Дослідники відзначають, що за рівнем його виконавського мистецтва Ромберга можна порівняти з такими майстрами як Віотті, Шпор та Паганіні. 

## Педагогічна і композиторська діяльність
З 1801 по 1803 року Ромберг був професором Паризької консерваторії. Ним були написані ряд творів для педагогічного вжитку. На схилі років музикантом була складена віолончельна Школа, яка в як навчальний посібник була видана Паризькою консерваторією в 1839. У своїй Школі Ромберг агітував музикантів грою долучати слухача до високих почуттів, засуджував музикування заради порожнього проведення часу. 
Серед його учнів — Л. П. Норблена , М. Вієльгорський, Ю. Шеплер, І. Прелль, А. Прес, Ю. Рітц. 
Як композитор він був надзвичайно плідний. З творів Ромберга найбільше значення мають його 10 віолончельних концертів, які і досі вважаються зразковими у віолончельній літературі та являють  педагогічний інтерес завдяки застосованій в них техніці інструменту. Він писав у різних жанрах, серед його творів опери, ораторії, симфонії, музика до драм, концерти, квартети, каприси, фантазії, полонези, збірки варіацій. За життя багато його твори з успіхом виконувалися на підмостках європейських театрів. Всі шість його опер були поставлені. Для творів Ромберга характерна строкатість, що є рисою «перехідної епохи». 

## Погляд сучасників
Знаменитий сучасник Ромберга, письменник — романтик Е. Т. А. Гофман так характеризував манеру виконання Ромберга: «Сповнена свободи гра, панування над інструментом, що призводить до того, що зникає будь-яка боротьба з цим механічним засобом вираження, а інструмент стає безпосереднім, вільним органом почуття ... Чималу роль при цьому відіграє і те, що Ромберг ніколи не має перед собою нот, і, сидячи перед слухачами, грає все напам'ять». 
К. Л. Юнкер, почувши виконання музиканта в Маргентгеймі в 1791 році, відзначав його бездоганну інтонацію у виключно швидких темпах  і глибоке, проникливе виконання Adagio. 
Німецький музичний письменник І. Ф. Рохліц в своїй рецензії 1807 року писав: «Ромберг визнаний усім музичним світом ... найдосконалішим з усіх сучасних віолончелістів ... Обрана авдиторія з часів Моцарта не була настільки захоплена ніяким іншим артистом, рівною мірою творами та грою...» 
У 1822 році віденський кореспондент назвав Ромберга героєм всіх віолончелістів і королем всіх віртуозів. 
Л. ван Бетховен високо оцінював виконавське обдарування музиканта. 

## Особисте життя
Бернгард Ромберг був одружений та мав у шлюбі двох дітей — сина Карла (1811-1897), який у подальшому в 1830-1840 рр. служив віолончелістом в оркестрі німецького оперного театру в Петербурзі та доньку Бернардину, яка стала співачкою. 

## Список творів
- Концерт для віолончелі з оркестром №1 Сі-бемоль мажор
- Концерт для віолончелі з оркестром №2 Ре мажор
- Концерт для віолончелі з оркестром № 3 Соль мажор
- Концерт для віолончелі з оркестром № 4 мі мінор
- Концерт для віолончелі з оркестром № 5 фа-дієз мінор
- Концерт для віолончелі з оркестром № 6 Фа мажор
- Концерт для віолончелі з оркестром № 7 До мажор
- Концерт для віолончелі з оркестром № 8 Ля мажор
- Концерт для віолончелі з оркестром № 9 сі мінор
- Концерт для віолончелі з оркестром № 10
- Сонати для віолончелі та фортепіано:
- №1 соната мі мінор
- №2 соната Соль мажор
- №3 соната Сі бемоль мажор
- Варіації мі мажор, для віолончелі та фортепіано
- Souvenir de Vienne для віолончелі та фортепіано (оригінал з оркестром)
- Тема з варіаціями для віолончелі та фортепіано
- Речитатив і арія Сі-бемоль мажор для віолончелі з оркестром
- Варіації ля мінор, для віолончелі з оркестром
- Le Rêve, фентазійна п'єса для віолончелі та струнного квартету
- Концертіно мі мінор для віолончелі з оркестром
- Капричіо на польські мелодії і танці для віолончелі
- Інтродукція та Полонез для віолончелі та фортепіано
- Тема з варіаціями і рондо для віолончелі та фортепіано
- Варіації ля мінор для віолончелі з оркестром
- Airs Russes для віолончелі з оркестром
- Концерт для флейти та оркестру сі мінор
- Два дуети для 2 віолончелей
- Три квінтети для флейти, скрипки, 2 альта і віолончелі
- 6 Morceaux Élégants для віолончелі та фортепіано
- Подвійний концерт, для скрипки, віолончелі та оркестру
- Дивертисмент на австрійські мелодії, для віолончелі та фортепіано
- Етюди для віолончелі, три зошити
- Струнний квартет № 1 Мі-бемоль мажор
- Струнний квартет № 2 Сі-бемоль мажор
- Струнний квартет № 3 Ре мажор
- Струнний квартет № 4
- Струнний квартет № 5 соль мінор
- Струнний квартет № 6 до мінор
- Струнний квартет №7 Соль мажор
- Струнний квартет № 8 ля мажор
- Струнний квартет № 9 ре мінор
- Струнний квартет № 10 ля мінор
- Струнний квартет № 11 мі мажор
- Дивертисмент на вестфальські теми для віолончелі та струнного квартету
- Фантазія на норвезькі мелодії ре мінор для віолончелі та фортепіано
- Попурі для віолончелі та струнного квартету
- Три сонати для віолончелі (скрипки) та арфи (фортепіано)
- Grand Trio фа мажор для струнного тріо
- Три дуети для двох віолончелей (або для скрипки і віолончелі)
- Варіації і Рондо мі-бемоль мажор для арфи (або фортепіано) і струнного тріо
- Варіації на теми двох російських арій ре мінор для віолончелі та струнних
- Дивертисмент на фінську і шведську теми для флейти із супроводом двох скрипок, альта і віолончелі
- Капричіо на шведські національні мелодії для віолончелі та фортепіано
- La belle Bergère: П'єса для віолончелі з фортепіано
- Велика фантазія для віолончелі та струнного квартету (або фортепіано)
- Концертіно ля мажор, для 2-х віолончелей з оркестром
- Увертюра для оркестру
- Трагічна симфонія
- Симфонія ре мажор (1830)
- Grosse Kinder Symphonie До мажор
- Опера "Улісс та Цірцея"
- Опера "Берлін"
- Опера "1807"